# Tetris DS
Tetris DS (テトリスDS Tetorisu Dī Esu?) es un juego desarrollado y publicado por Nintendo para su videoconsola portátil Nintendo DS. El juego pertenece a la línea comercial de juegos Touch! Generations. En principio el juego iba a ser publicado por THQ pero al final fue lanzado al mercado por Nintendo en marzo del año 2006 en Estados Unidos, el 13 de abril de 2006 en Australia, el 21 de abril de 2006 en Europa y el 27 de abril de 2006 en Japón. El juego soporta hasta 10 jugadores jugando localmente por wi-fi (con un solo cartucho), y soporta partidas de dos o cuatro jugadores en el modo batalla a través del servicio de conexión Wi-Fi de Nintendo.
Tetris DS presenta varios modos de juego nuevos, cada uno con una temática diferente inspirada en los juegos retro de Nintendo. Entre ellos se incluyen Super Mario Bros., The Legend of Zelda, Metroid , Donkey Kong y Yoshi's Cookie. El modo multijugador también incorpora objetos para competir. El juego recibió críticas positivas, destacando sus modos de juego adicionales y sus capacidades multijugador. Mucho después de su lanzamiento, se mantuvo como el mejor juego de Tetris para portátiles y uno de los mejores de la saga.

## Jugabilidad
El juego se divide en seis modos únicos para un jugador, algunos de los cuales se pueden usar en el modo multijugador del juego. Cada variante del juego está representada por un tema y personaje diferente de Nintendo de un juego retro, con la subserie Super Mario Bros. presentada en el modo estándar y predeterminado del juego, mientras que otras series aparecen en los modos alternativos que brindan un giro diferente al juego. El modo estándar del juego se juega de forma similar al Tetris clásico, donde el jugador debe mover grupos de fichas de diferentes formas (tetrominós), manipularlas a medida que caen girándolas y colocarlas en una pila en la parte inferior. Los jugadores deben apilar cada ficha sin dejar espacio vacío para poder seguir despejando filas de la pila. La dificultad de este modo aumenta con cada 10 filas despejadas. El juego utiliza la función de giro infinito que se introdujo inicialmente en Tetris Worlds, lo que permite al jugador evitar que una pieza quede bloqueada mientras siga girando.
El modo Misión, inspirado en Zelda, presenta objetivos cambiantes que aparecen en la esquina superior derecha de la pantalla superior; a veces, solo ciertas piezas pueden caer según el objetivo activo. Una casilla de "retención" permite al jugador guardar una pieza para usarla más tarde.
El modo Empujar es un juego competitivo para dos jugadores, cuyo objetivo es empujar las piezas del oponente hacia la parte inferior de la pantalla. El jugador siempre controla la pantalla superior y debe despejar dos o más líneas para desplazar el bloque hacia su oponente. Si el bloque se empuja completamente hacia el oponente, el jugador gana; al despejar más líneas, el bloque se desplaza aún más drásticamente.
El modo táctil consta de dos variantes: el modo Torre y el modo Puzle Táctil. El primero apila piezas en una torre desordenada, y el jugador debe intentar llevar la caja de globos de arriba abajo tocando y deslizando las piezas, o pulsándolas dos veces para girarlas. El segundo contiene 50 puzles de distintos niveles de dificultad que deben resolverse deslizando las piezas con el lápiz táctil, sin girarlas.
En el modo Captura, inspirado en Metroid, el jugador controla un bloque giratorio de piezas que puede atrapar otras piezas que caen. El núcleo central detonará una vez que el jugador consiga un bloque de 4x4. Si suficientes piezas caen al fondo sin ser atrapadas, el jugador perderá toda su energía.
El modo Puzle contiene 200 puzles, cuya resolución varía de tres a cinco piezas. Las piezas deben seleccionarse en la combinación correcta y girarse correctamente para resolver el puzle eliminando todos los bloques. La pantalla superior muestra el tablero del puzle, mientras que la inferior muestra las piezas.
El modo multijugador del juego incluye Tetris básico jugador contra jugador , Tetris competitivo con objetos únicos para hasta 10 jugadores locales y el modo Push. Antes de su cierre, se podían jugar competiciones para dos y cuatro jugadores a través de la Conexión Wi-Fi de Nintendo, ya sea usando un código de amigo o buscando jugadores aleatorios en el modo Mundial, pero actualmente solo se puede jugar con un servidor homebrew. Además, los distintos modos se pueden jugar desde un solo cartucho mediante el modo Descarga.

## Desarrollo
Tetris DS se anunció por primera vez el 10 de enero de 2006.
Los derechos de Nintendo para crear un juego de Tetris fueron licenciados por The Tetris Company. En una entrevista, Henk Rogers, propietario de la compañía, declaró que creía que con Tetris DS, Nintendo impulsaría el desarrollo de Tetris y generaría ingresos. Además, afirmó que Nintendo tuvo mucha libertad creativa para diseñar el juego y calificó a su productor, Hitoshi Yamagami, como "uno de los diseñadores de juegos más inteligentes que conozco". Rogers, quien afirmó tener plena confianza en él, confirmó que no había habido ningún problema al combinar las propiedades y personajes de Nintendo con Tetris.
Rogers mencionó los modos Misión y Torre como interesantes porque no se parecían a nada antes visto en Tetris. Afirmó que la inclusión de la función de "giro infinito" en juegos como Tetris DS se hizo para que los juegos pudieran progresar a una acción más rápida más rápidamente sin volverse demasiado difíciles, ya que la gente tenía menos tiempo para jugar en movimiento. Añadió que creía que una secuela para DS no era necesaria debido a la "sólida jugabilidad" del juego, y que su única queja sobre el juego era que su modo en línea era "irregular" en el emparejamiento.
En 2016, The Cutting Room Floor descubrió y lanzó un prototipo para Tetris DS desarrollado por Tose Software, originalmente para ser publicado por THQ, pero cancelado a favor de la versión de Nintendo. THQ había estado trabajando en el juego desde finales de 2004, pero The Tetris Company le impidió lanzarlo en marzo de 2005, lo que provocó que THQ presentara una demanda legal contra la compañía alegando un incumplimiento de su acuerdo de licencia. La disputa legal se resolvió posteriormente.

## Recepción
Tetris DS recibió "críticas generalmente favorables" según el sitio web de agregación de reseñas Metacritic.
GamePro le dio 5/5 estrellas, elogiando su gran variedad de modos y calificándolo de «un paquete de puzles increíble, y [...] fácilmente uno de los mejores juegos de DS hasta la fecha». Nintendo Power le dio una calificación de 9.5/10, afirmando que «puede que no te encante todo, pero te encantará gran parte». Pocket Gamer UK le dio 4.5/5 estrellas, afirmando que era una compra obligada, aunque comentó que los fanáticos podrían considerarlo demasiado fácil. 4Players le dio una calificación de 90/100, calificándolo de «junto con Meteos, el juego de puzles más importante de la era moderna». Famitsu le dio una puntuación de dos nueves, un ocho y un nueve para un total de 35 sobre 40.
Entre las reseñas más variadas se encuentra la de Ryan Davis de GameSpot, quien le dio al juego una calificación de 7.5/10. En su reseña, afirmó que, si bien el juego era mucho mejor que otras versiones recientes, también cometía suficientes errores menores y obvios como para impedir que se volviera esencial, calificándolo de "cargado con algunas concesiones desafortunadas". The A.V. Club le otorgó una calificación de sobresaliente, elogiando los modos de juego como "innovadores", pero criticando el modo en línea, donde "los fanáticos más fieles [...] se comen a los novatos en el desayuno". The Sydney Morning Herald le dio al juego 3.5/5 estrellas, calificando el multijugador como la mejor incorporación, pero sugiriendo que a los puristas no les gustarían cambios como la caja de espera y los giros infinitos. The Times también le dio 3.5/5 estrellas, calificándolo de "demasiado retro para ser algo más que un juego para jugar en partidas cortas".

### Ventas
Para el 1 de agosto de 2006, Tetris DS estaba cerca de convertirse en platino en Japón, con más de 800.000 unidades vendidas. Para el 25 de julio de 2007, el juego había vendido 2,05 millones de copias en todo el mundo.

## Legado
En los años posteriores al lanzamiento del juego, las copias en inglés se volvieron raras y difíciles de encontrar debido a su popularidad en Occidente, lo que llevó a muchos a comprar más copias en japonés.
Mucho después de su lanzamiento, Tetris DS sigue siendo muy valorado por la crítica como uno de los mejores juegos de Tetris jamás creados. En 2011, Stephen Totilo, de Kotaku, comparó Tetris: Axis con Tetris DS, encontrando este último significativamente mejor y recomendando jugarlo en su lugar. En una retrospectiva de 2018, John Linneman, de Digital Foundry, lo calificó como el tercer mejor juego de la serie, después de Tetris Effect y Tetris: The Grand Master 3 - Terror Instinct, así como el mejor juego de Tetris para portátiles. Christian Donlan, también de Eurogamer, declaró en 2020 que su DS seguía "en gran medida activa" gracias al juego, y calificó la serie como el "jefe final de las consolas de videojuegos".